# Герб Іванівського району (Одеська область)
Герб Іва́нівського райо́ну — офіційний символ Іванівського району Одеської області, затверджений 13 травня 2010 року рішенням № 359 5 сесії Іванівської районної ради.

## Великий герб
Герб Іванівського району Одеської області має форму прямокутного, закругленого знизу, двічі скошеного зліва щита із зеленим, синім та зеленим полями. Пропорція 5:6.
Основна гербова фігура — зображення золотої фігури чумака на возі з волом. Крім чумака на возі зображені мішки, в яких перевозилася сіль. У правому верхньому куті — три діагонально розміщені фігури вітряних млинів жовтого кольору, у лівій нижній частині — діагонально розміщена золота гілочка акації, цвіт акації — містить елементи білого та червоного кольорів. Внутрішній зелено-синій щит обведений золотою обмілявкою.
Навколо правої та лівої сторін щита вертикально розміщені фігури вінків золотого колосся у поєднанні з соняшниками, що доведений вище горішньої горизонтальної лінії щита із заокругленням у його нижній частині.
Над верхньою частиною щита розташований пропорційний візерунок жовтого кольору, що в'ється з незначним виступом вгору.
Навколо нижньої частини щита розміщена стрічка, яка містить національні українські блакитно-жовті кольори, пропорційно розподілені по діагоналі — у верхній частині блакитний, в нижній — жовтий. Вздовж центральної частини стрічки розташований напис «ІВАНІВСЬКИЙ РАЙОН». Під нею розміщений рушник із зображенням орнаментів трьох основних національностей району: української, російської та болгарської.

## Малий герб
Малим гербом є щит, що описаний, без зовнішніх елементів — вінка золотого колосся у поєднанні з соняшниками, візерунка жовтого кольору, пропорційно розміщеного над верхньою частиною щита, стрічки, що містить напис «ІВАНІВСЬКИЙ РАЙОН» та рушника із зображенням орнаментів трьох основних національностей району.

## Символіка
Герб втілює географічне місцерозташування району в зоні степової України, його історичні традиції, природні особливості, господарську направленість, а також є зовнішнім атрибутом влади.
Чумак на возі з волом — символізує чумацький шлях, який пролягав територією сучасного Іванівського району. Вітряні млини означають історичний розвиток району, працелюбність людей, які проживають на його території. Гілочка акації — символізує захищене навколишнє природне середовище, мальовничу місцевість та красу. Пшеничні колоски — символ багатства, землеробства, що позначає степову частину Іванівського району, хліборобство, зернове господарство. Соняшник — символ родючості, достатку, впевненості в майбутньому.
- Золото — символ багатства, сили, сталості, вірності, надійності.
- Срібло — символ невинності й чистоти.
- Синій — символ краси, ясності, м'якості, шляхетності, величі, чистоти помислів, духовності, мудрості, добробуту.
- Червоний — символ любові, великодушності, сміливості, хоробрості, безстрашності, теплоти, мужності, животворчих сил.
- Зелений — символ надії, достатку, волі.
- Чорний — символ освіченості.